# BMW Z4 GTE
La BMW Z4 GTE è un'automobile da competizione costruita da BMW per disputare gare di endurance ad alta velocità. Ha gareggiato nell'American Le Mans Series, nel Tudor United SportsCar Championship e nell'European Le Mans Series. Ha corso dal 2013 al 2015, è stata poi sostituita dalla BMW M6 GTLM.

## Sviluppo
A fine 2012, la BMW Motorsport procedette nel sostituire la vittoriosa M3 GT2, che nell'American Le Mans Series le aveva giovato due campionati squadre e due campionati costruttori (2010, 2011), un campionato piloti (2011), due vittorie di classe di fila alla 12 Ore di Sebring nel 2011 e nel 2012, oltre a numerose vittorie nell'Intercontinental Le Mans Cup (l'attuale Campionato del mondo endurance). La BMW si orientò sulla competitiva piattaforma della Z4 GT3 per sviluppare un'auto di categoria GTE che potesse competere nell'ALMS e in altri campionati che adottavano il regolamento GTE.

## Caratteristiche
La Z4 GTE utilizza la carrozzeria della Z4 e lo stesso motore V8 da 4,4 litri della Z4 GT3. Anche la trasmissione è la stessa sia nella versione GT3 che nella GTE. Il motore nella versione GTE produce la stessa potenza di 500 cavalli della versione GT3, ma i giri del motore solo limitati a 7500 giri al minuto, anziché 9000. La maggior parte delle differenze tra le due vetture si concentra nell’aerodinamica. La GT3 ha un’aerodinamica molto più sofisticata, con una serie di alette sui parafanghi anteriori per fornire un carico aerodinamico aggiuntivo. Entrambe le vetture condividono uno splitter anteriore, ma la GTE presenta lievi modifiche ai bordi laterali per condizionare il flusso d'aria attorno alle ruote anteriori. La GT3 ha un’ala posteriore a doppio profilo, mentre la GTE a singolo profilo. Anche il diffusore è meno pronunciato nella GTE, mentre la carrozzeria è molto più larga nella parte posteriore della macchina, con pesanti modifiche aerodinamiche intorno ai passaruota anteriori, ma soprattutto posteriori, rispetto alla GT3.

## Attività agonistica

### 2013, American Le Mans Series
L’auto è stata portata al debutto alla 12 ore di Sebring 2013 dal BMW Team RLL e si è dimostrata competitiva nonostante fosse una macchina nuova. Mentre si trovavano al comando della classifica di classe, entrambe le Z4 GTE del team hanno avuto problemi alle sospensioni a tre ore dalla fine della gara, finendo doppiate rispettivamente di 3 e 5 giri dal leader della loro categoria. Le auto hanno evidenziato un ottimo handling, peccando leggermente sulla velocità di punta. Il Gran Premio di Long Beach è stato teatro della prima vittoria della macchina, con la Z4 GTE n. 55 guidata da Bill Auberlen e Maxime Martin che ha vinto la gara della sua classe, e l’auto n. 56 che ha completato la doppietta per la BMW. Una seconda vittoria a Lime Rock Park, questa volta della Z4 n. 56 di John Edwards e Dirk Müller, ha dimostrato la consistenza della macchina.

### 2014, IMSA Tudor United SportsCar Championship
Il team Tuner Motorsport ha vinto la stagione inaugurale dell’IMSA Tudor United SportsCar Championship 2014 in classe GTD, con una versione modificata della Z4 GT3. L’auto ha vinto quattro gare (Watkins Glen, Laguna Seca, Road America e Virginia), ottenendo anche una pole position alla 12 Ore di Sebring. Per poter correre nella classe GTD, Turner Motorsport ha dovuto rinunciare all’aerodinamica, all’ABS e al controllo trazione della versione GT3. Il BMW Team RLL ha continuato a competere con la Z4 in classe GTLM.

### 2015, European Le Mans Series
Oltre a continuare l’impiego nell’IMSA, nel 2015 la Z4 GTE è stata portata in gara nell’European Le Mans Series dal team Marc VDS, con l’equipaggio formato da Henry Hassid, Jesse Krohn e Andy Priaulx, ottenendo la vittoria nell’ultima prova del campionato alla 4 Ore dell’Estoril.